# STS-34
STS-34 was een spaceshuttlemissie uitgevoerd door de Atlantis. Tijdens de missie werd de sonde Galileo gelanceerd die onderzoek moest gaan doen naar Jupiter en zijn manen.

## Bemanning
| Positie            | Gelanceerde astronaut                  | Gelande astronaut                      |
| ------------------ | -------------------------------------- | -------------------------------------- |
| Bevelhebber        | Donald E. Williams 2e ruimtevlucht     | Donald E. Williams 2e ruimtevlucht     |
| Piloot             | Michael J. McCulley 1e ruimtevlucht    | Michael J. McCulley 1e ruimtevlucht    |
| Missiespecialist 1 | Franklin R. Chang-Diaz 2e ruimtevlucht | Franklin R. Chang-Diaz 2e ruimtevlucht |
| Missiespecialist 2 | Shannon W. Lucid 2e ruimtevlucht       | Shannon W. Lucid 2e ruimtevlucht       |
| Missiespecialist 3 | Ellen S. Baker 1e ruimtevlucht         | Ellen S. Baker 1e ruimtevlucht         |

## Missie parameters
- Massa
  - Shuttle bij lancering: 116.831 kg
  - Shuttle bij landing: 88.881 kg
  - Vracht: 22.064 kg
- Perigeum: 298 km
- Apogeum: 307 km
- Glooiingshoek: 34,3°
- Omlooptijd: 90,6 min

## Verloop
Spaceshuttle Atlantis en haar bemanning begonnen aan de missie op 18 oktober 1989 met de lancering, nadat de lancering eerder al twee keer was uitgesteld. In het laadruim van Atlantis bevond zich de sonde Galileo die onderzoek moest doen naar Jupiter. Naast de lancering van Galileo werden door de bemanning ook meerdere experimenten uitgevoerd. De landing vond plaats op 23 oktober op landingsbaan 23 van Edwards Air Force Base.
STS-51-J · STS-61-B · STS-27 · STS-30 · STS-34 · STS-36 · STS-38 · STS-37 · STS-43 · STS-44 · STS-45 · STS-46 · STS-66 · STS-71 · STS-74 · STS-76 · STS-79 · STS-81 · STS-84 · STS-86 · STS-101 · STS-106 · STS-98 · STS-104 · STS-110 · STS-112 · STS-115 · STS-117 · STS-122 · STS-125 · STS-129 · STS-132 · STS-135